# Metsä Board
Metsä Board ist ein Hersteller von Faltschachtelkarton, Kraftliner und Zellstoff mit Hauptsitz in Espoo, Finnland.

## Geschichte
Das Unternehmen geht ursprünglich auf eine 1868 von G.A. Serlachius im finnischen Mänttä gegründete Holzschleiferei zurück. Eine erste Papierfabrik nahm 1881 den Betrieb auf. Im Jahre 1986 schließlich ging aus dem Zusammenschluss der G.A. Serlachius Oy und der Metsäliiton Teollisuus Oy die Metsä-Serla Oy hervor. Als in den 1990ern die Papierindustrie allgemein stark von Konsolidierung und Zusammenschlüssen geprägt war, wuchs auch Metsä-Serla durch diverse Zukäufe.
Im Jahre 2000 übernahm Metsä-Serla den schwedischen Papierhersteller Modo Paper und 2001 die deutsche Zanders Feinpapiere AG. Im Zuge einer Neuausrichtung und Integration der hinzugewonnenen Unternehmensteile wurde im Jahr 2001 der Unternehmensname (Firma) von Metsä-Serla Oy in M-real Corporation geändert. Nach Abschluss der Expansion beschäftigte M-real Anfang 2003 weltweit etwa 21.000 Mitarbeiter.
Im Laufe der folgenden Jahre geriet jedoch auch M-real in den Sog von allgemeinen Schwierigkeiten der europäischen Papierindustrie, verursacht nicht zuletzt durch hohe Überkapazitäten und erstarkende Wettbewerber aus dem asiatischen Raum. Im August 2004 erfolgte der vorerst letzte Zukauf, als M-real einen 74-prozentigen Anteil an Kemiart-Liners von UPM-Kymmene übernahm, und nach Übernahme von weiteren 6 % von der eigenen Muttergesellschaft Metsäliitto Cooperative alleiniger Eigentümer des Unternehmens wurde. Im selben Jahr verkaufte M-real seine Fabrik im finnischen Savon Sellu. Im Juni 2006 folgte ein Verkauf des französischen Produktionsstandortes Point Saint Maxence.
Im Jahre 2006 erwirtschaftete das Unternehmen einen Umsatz von 5,6 Mrd. Euro und beschäftigte 14.125 Mitarbeiter, von denen über 10.000 außerhalb von Finnland tätig waren.
2007 erfolgte eine Reduktion der Produktionskapazitäten und eine Veräußerung der nicht zum Kerngeschäft zählenden Bereiche. In diesem Zusammenhang wurde die Produktion in den Werken im britischen Sittingbourne und im schwedischen Vivstavarv / Timrå eingestellt und die Fabriken geschlossen. Darüber hinaus wurden 2 Papiermaschinen im deutschen Werk Gohrsmühle stillgelegt sowie eine Maschine im finnischen Kartonwerk Tako. Im selben Jahr wurden außerdem alle drei Faltkartonfabriken des Konzerns verkauft, und im Oktober schließlich auch die eigene Großhandelsorganisation MAP Merchant an Antalis veräußert.
Fortwährende negative Ertragszahlen und die aufkommende Finanz- und Wirtschaftskrise erforderten 2008 einen weiteren Schritt. Im Herbst 2008 gab M-real bekannt, sich von seinem Graphic Papers Geschäftsbereich zu trennen und diesen zum 31. Dezember 2008 inklusive der Werke Kirkniemi, Kangas, Stockstadt und Biberist an die südafrikanische Sappi Ltd. zu verkaufen. Damit zieht sich M-real komplett aus dem Markt für gestrichene Feinpapiere zurück. Die Produktion jener Papiersorten in den Werken Husum und Äänekoski läuft vorerst weiter, der Vertrieb dieser Produkte erfolgt jedoch ausschließlich durch Sappi. Das Werk im österreichischen Hallein dagegen stellte am 30. April 2009 die Papierproduktion komplett ein. An diesem Standort führte M-real nur noch die Zellstoff-Produktion und den Betrieb eines mit Biomasse befeuerten Elektrizitäts- und Fernheizwerkes fort. Das Land Salzburg hat dagegen Klage bei der EU-Kommission und der EU-Wettbewerbsbehörde eingereicht, da Gespräche mit Investoren zum Erhalt der Papierproduktion des Halleiner Werkes von Sappi und M-real abgeblockt worden seien, und das Land Salzburg den Konzernen geheime Absprachen vorwirft, bei denen es vorwiegend um eine Bereinigung des Marktes ging. Im Juni 2011 wurde das Werk in Hallein schließlich an die österreichische Schweighofer Gruppe verkauft. Zudem wurden im Jahr 2011 Käufer für die unrentablen Werke in Gohrsmühle und in Alizay gesucht. Nach einem Scheitern der Verkaufsgespräche mit möglichen Investoren laufen seit Mitte September die Konsultationsverfahren, um die Schließung des französischen Produktionsstandortes Alizay und eine weitreichende Stilllegung von Produktionskapazitäten am deutschen Standort Gohrsmühle vorzubereiten.
Nach massiven Umstrukturierungen in den Jahren 2007–2009 waren im Sommer 2009 noch etwa 6.100 Mitarbeiter bei Metsä Board beschäftigt.
Werbesprüche des Unternehmens waren „Make it real.“ und „Es ist nicht real bis es auf Papier ist“, Wortspiele mit dem damaligen Firmennamen M-real.
Im April 2012 gab das Unternehmen die Umbenennung von „M-real“ in „Metsä Board“ bekannt. Der neue Name („Board“ steht im Englischen für Karton) spiegelt die künftige Ausrichtung als reiner Kartonhersteller wider. So wurde dann auch Mitte 2015 die Herstellung von gestrichenem Feinpapier vollends aufgegeben, Mitte 2016 die Produktion von ungestrichenem Papier im Werk Husum eingestellt und das Werk auf Kartonproduktion umgerüstet. Zum Jahresende 2016 schließlich wurde auch die letzte Papiermaschine im finnischen Werk Kyro stillgelegt, wo bis dahin noch Tapetenrohpapier produziert wurde. Seit Jahresbeginn 2017 ist Metsä Board ein reiner Kartonhersteller mit Produktionslinien für Faltschachtelkarton, Kraftliner und Zellstoff.
Metsä Board ist an der Helsinkier Börse gelistet.

## Produktionsstandorte
Metsä Board betreibt Produktionsstandorte in Finnland und Schweden.

### Finnland

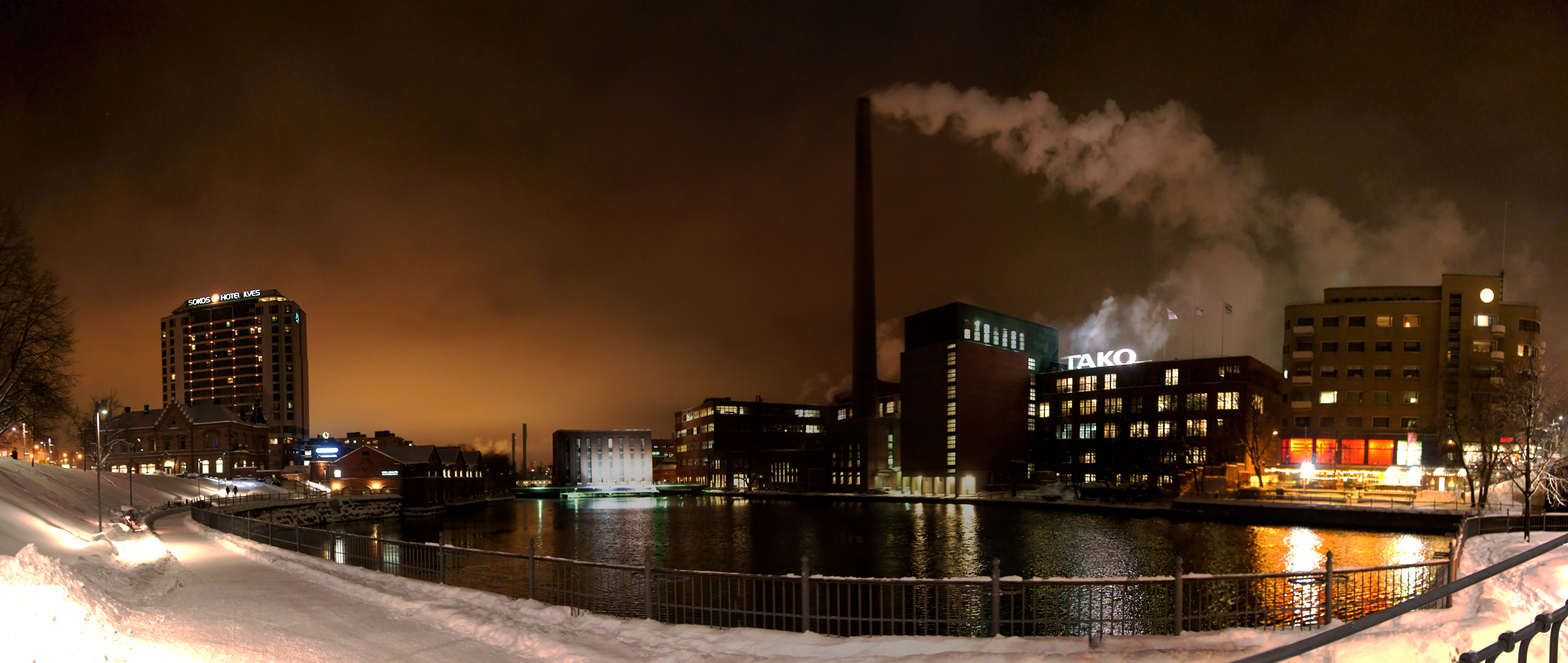
Kartonfabrik Tako in Tampere

- Äänekoski: Karton
- Kemi: Kraftliner
- Kyro: Karton
- Simpele: Karton
- Metsä Board Tako, Tampere: Karton[9]
- Joutseno: Zellstoff
- Kaskinen: Zellstoff

### Schweden
- Husum: Zellstoff, Karton und Kraftliner

### Ehemalige Produktionsstandorte
Die M-real Hallein GmbH (heute AustroCel), eine Zellstofffabrik in Hallein, Österreich, wurde am 29. Juni 2011 an die Schweighofer Holzindustrie, ein österreichisches
Familienunternehmen mit dem Kernbereich Holzindustrie verkauft. Seit September 2011 firmiert die ehemalige M-real Hallein GmbH unter dem Namen Schweighofer Fiber GmbH.
Die Zanders Gohrsmühle war ebenfalls Bestandteil von Metsä Board, wurde jedoch im Mai 2015 an die Firma Mutares verkauft.

## Umwelt
Das gesamte von Metsä Board verwendete Holz unterliegt dem PEFC- und FSC-Chain-of-Custody-System, das von einem externen Auditor überprüft wurde. Alle Holzquellen sind zu 100 % auf ihre Herkunft und die Anforderungen der Waldzertifizierungsstandards zurückzuführen – außerdem werden HCV-Waldgebiete und die Rechte der Ureinwohner in ihren Holzbeschaffungsgebieten respektiert.